# 일응의 추정
일응의 추정(一應의 推定)이란 요증사실에 갈음하여 간접사실을 증명하고 이 간접사실로부터 고도의 개연성을 가진 경험칙에 의거하여 요증사실을 추정하는 것이다. 표현증명이라고도 한다. 영미법상 사실추정의 원칙에서 유래하였다.

## 같이 보기
- 증명책임